# Laricifomes officinalis
Laricifomes officinalis é um fungo decompositor de madeira que cresce em grandes cogumelos nos troncos de árvores. Ele causa podridão parda do cerne em coníferas na Eurásia, Marrocos e América do Norte. Este fungo é o único membro do gênero Laricifomes.
Há um histórico de uso humano do fungo, desde têxteis até máscaras ritualísticas e uso medicinal. Possui um sabor amargo. Evidências científicas recentes indicam sua potência contra diversos vírus.

## Taxonomia
Este cogumelo também é conhecido como Fomitopsis officinalis. Análises de DNA mostraram que esta espécie tem distância genética do gênero Fomitopsis e o nome Laricifomes officinalis é preferido.
O epíteto específico officinalis denota um organismo associado à fitoterapia ou medicina.

## Descrição
Esses cogumelos distintos podem ser encontrados crescendo nas laterais ou pendendo dos galhos da árvore hospedeira, a até 20 m do solo. Esses cogumelos crescem em forma de casco ou colunar, às vezes excedendo 65 cm de comprimento e quase 40 cm de circunferência, podendo pesar até 9 kg.
Os basidiomas jovens são macios e branco-amarelados, endurecendo rapidamente e tornando-se calcáreos por completo. À medida que envelhecem, começam a exibir desenvolvimentos de coloração vermelha, marrom ou cinza, rachando cubicamente com felpas brancas espessas visíveis nas rachaduras maiores. Os esporos são brancos e elipsoidais, sendo liberados pela parte inferior durante os meses mais quentes. O sabor dos cogumelos e das felpas é amargo e característico. O odor é suave a farináceo.

### Espécies semelhantes
Pode se assemelhar a membros de Phellinus [en], que são mais escuros e preferem madeira de lei. Fomitopsis mounceae [en] e seus parentes podem ser semelhantes, além de Ganoderma brownii.

## Distribuição e ecologia
Laricifomes officinalis reside predominantemente em florestas primárias, crescendo na Eurásia, Marrocos e América do Norte. Ele prefere comumente várias espécies de Larix, mas também foi observado em certas espécies de árvores coníferas dos gêneros Pinus e Cedrus, por exemplo.
Um único cogumelo geralmente indica a infecção completa da árvore, que pode se tornar um habitat para organismos que nidificam em árvores mortas.

## Conservação
Como a espécie é encontrada principalmente em florestas primárias, que estão sujeitas a doenças, espécies invasoras e desmatamento, houve um declínio acentuado no espaço habitável para o fungo. Devido à grande perda de habitat, bem como à colheita não regulamentada, as populações de L. officinalis estão diminuindo.
Embora o fungo seja particularmente difícil de cultivar, houve algumas pesquisas promissoras com a inoculação de galhos de larício. A preservação das florestas é necessária para evitar a extinção do fungo. Embora tenha havido sugestões de pesquisa sobre cultivo ex situ para fins de preservação da espécie, poucos locais protegem efetivamente as florestas do desmatamento, e leis de conservação foram estabelecidas para o fungo apenas na Alemanha, Lituânia, Polônia e Eslovênia.

## Usos

### Etnomicologia
Laricifomes officinalis, referido como “pão dos fantasmas” em línguas locais, foi importante tanto medicinalmente quanto espiritualmente para povos indígenas da costa noroeste do Pacífico [en] da América do Norte, como os Tlingit, Haida e Tsimshian [en]. Os cogumelos eram esculpidos em máscaras, provavelmente com propósitos ritualísticos, e frequentemente marcavam os túmulos de xamãs tribais. Além disso, há evidências de que o micélio crescendo na madeira em decomposição era processado em têxteis por esses mesmos povos, criando um material semelhante em textura ao couro.

### Uso medicinal
L. officinalis foi usado pelos gregos antigos para tratar a consunção (tuberculose), conforme os escritos de Pedanius Dioscorides em 65 d.C., e por alguns povos indígenas para tratar varíola. Mais tarde, os cogumelos foram amplamente coletados para a produção de quinina medicinal, que se pensava conter devido ao sabor amargo do cogumelo em pó. Eles não possuem propriedades antimaláricas.
O micologista Paul Stamets realizou numerosas investigações sobre as atividades biológicas da espécie; seus extratos demonstraram atividade antiviral contra uma variedade de vírus in vitro. Essa atividade foi especificamente observada contra vírus da família da varíola, HSV-1, HSV-2, Influenza A, Influenza B e Mycobacterium tuberculosis in vitro.
Outros pesquisadores identificaram novas cumarinas cloradas no organismo que demonstraram concentrações inibitórias mínimas notavelmente baixas contra o complexo Mycobacterium tuberculosis.